# Saint-Apollinaire-de-Rias
Saint-Apollinaire-de-Rias is een gemeente in het Franse departement Ardèche (regio Auvergne-Rhône-Alpes) en telt 119 inwoners (1999). De plaats maakt deel uit van het arrondissement Tournon-sur-Rhône.

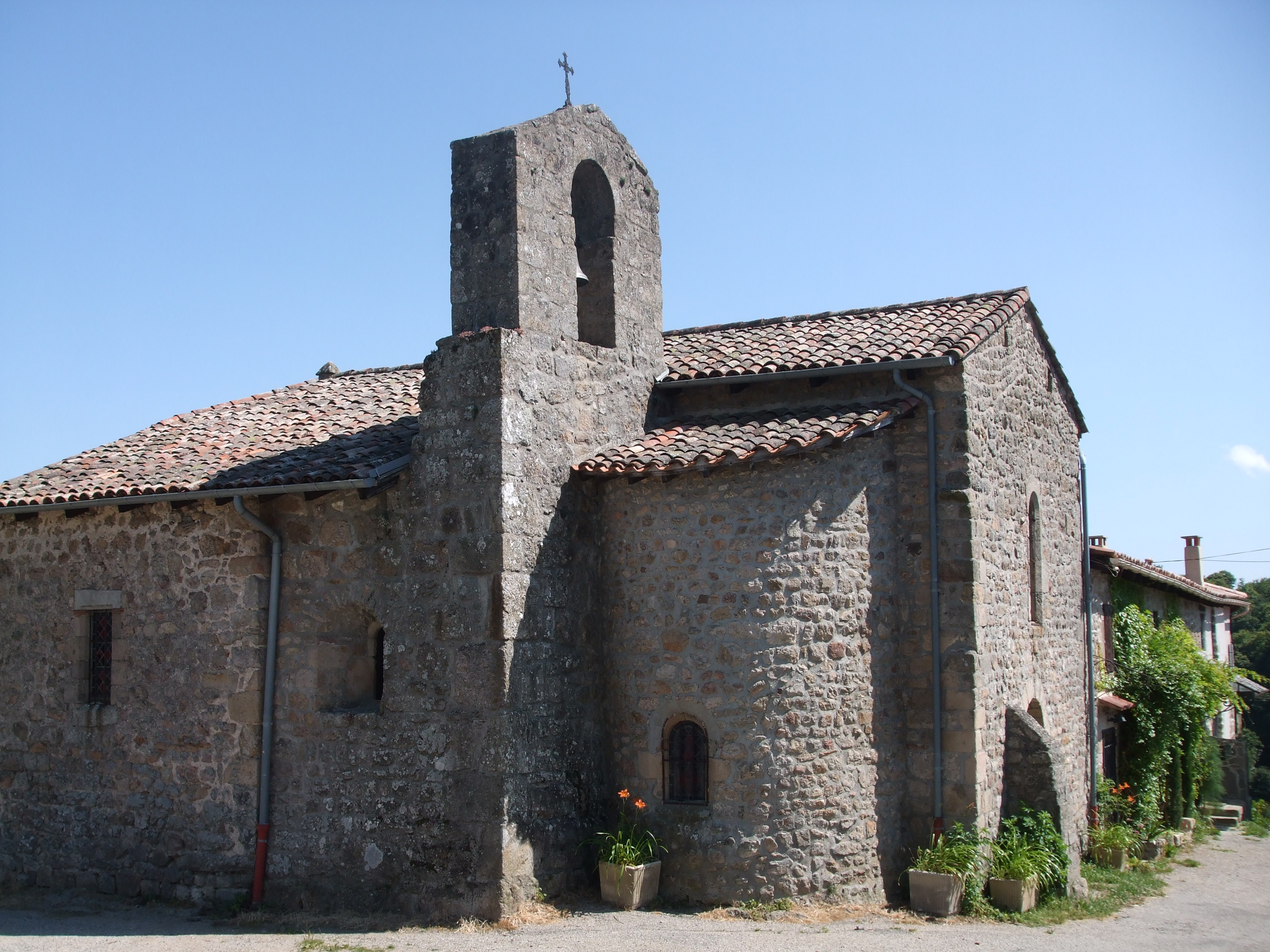
Kerk van Saint-Apollinaire-de-Rias

## Geografie
De oppervlakte van Saint-Apollinaire-de-Rias bedraagt 8,5 km², de bevolkingsdichtheid is 14,0 inwoners per km².

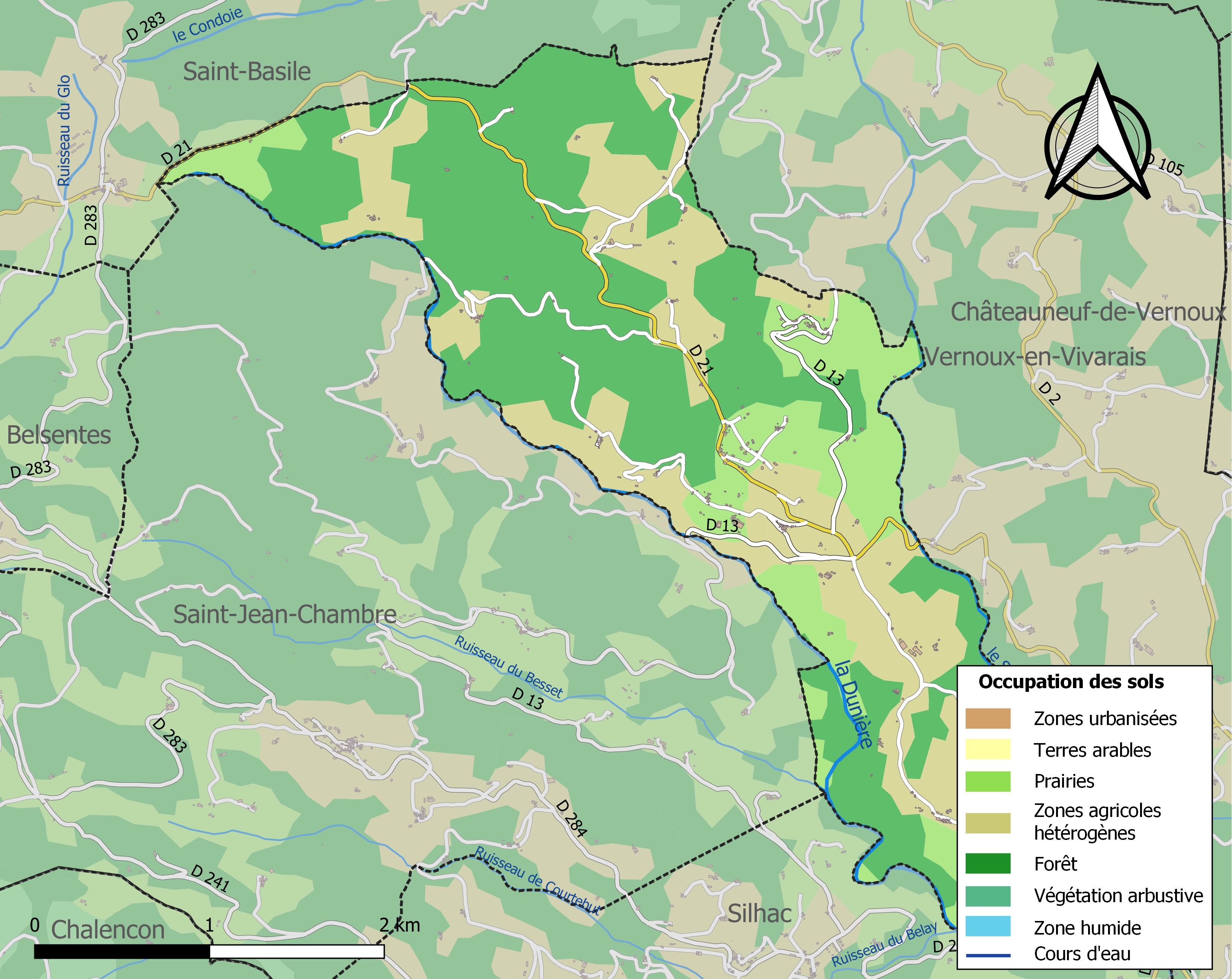
Kaart van de gemeente met belangrijkste infrastructuur, bodemgebruik en omliggende gemeenten

## Demografie
Onderstaande figuur toont het verloop van het inwonertal (bron: INSEE-tellingen).

Vanwege een beveiligingsprobleem met de MediaWiki Graph-software is het momenteel niet mogelijk deze grafiek weer te geven. Zodra de software is bijgewerkt zal de grafiek vanzelf weer zichtbaar worden.